# Легат Атеље Петра Лубарде
Легат „Атеље Петра Лубарде” је репрезентативна збирка материјалних и културних добара које је дародавац, који је припадао генерацији ликовних стваралаца која је допринела формирању модерног српског и југословенског сликарства средином 20 века, легирао граду Београду, смештена у простору зграда у Иличићевој бр. 1, која је власништви града Београда, а која је уметнику доживотно била додељена на коришћење. О овом легату данас бригу води Кућа легата из Београда.

## Живот и каријера дародавца
Петар Лубарда је био један од најзначајнијих уметника који је својим стваралаштвом обележио и одредио токове сликарства друге половине 20. века, у Србији, бившој Југославији и шире. Био је сликар модерниста, јаке стваралачка снага и одлучног израза којим је себи одредио значајно место међу најдаровитије и најутицајније уметнике.
Актуелан у свом стваралаштву он је перманентно настаојао да се уклопи и не заостаје ни мало за савремене европске и светске токове. Захваљујући великом сликарском дару и савременим стваралачким духом: „велики Петар својим делом променио судбину југословенског сликарства после Другог светског рата.”
Стварачлачки дух и лични утицај Петара Лубарда, не само у сликарству у коме је доминирао, већ и у другим областима југословенског уметничког стваралаштва, непрестано је тежио изласка из „културе у затвореном друштву”.
За живота Лубарда је имао више од 50 самосталних изложби и учествовао је на око 350 колективних изложби широм света.

## Историјат легата
Са супругом Вером, Лубарда је усељен у Репрезентативна вилу на Дедињу, у Иличићевој улици, у близини Титове резиденције, 1957. године на анегдотски начин, као „парадигма једног минулог комунистичког времена”. 
| „ | Наиме, угледна страна делегација, која је дошла у званичну посету Југославији, желела је да обиђе атеље чувеног Лубарде. Сликар, који је стварао у скромном атељеу, по хитном поступку, наредбом „са врха", пресељен је у здање на Дедињу. Неколико месеци после сликареве смрти, у лето 1974. године, у једном делу куће постављен је легат Петра Лубарде, који је затворен за јавност 1983. године. Од тада, па све до смрти сликареве удовице 2008. године, дакле, читавих четврт века, и поред неколико неуспелих покушаја реанимације Атељеа Петра Лубарде, ова кућа егзистира као опскурно место, где се Лубардина дела секу, распарчавају, нестају под неразјашњеним околностима. | ” |

Кућа легата из Београда легат је примила, уз недостатак уметничких дела и других предмета, у јако лошем стању, јер су зграда и затечени предмети били девастирани и угрожени услед вишегодишњег немара и небриге.
У кући у Иличићевој улици у моменту уласка у посед, надлежна комисија, пронашла је 24 дела, која припадају легату, док су 33 слике нестале. Такође су откривене још 23 слике, међу којима и Лубардине, које су припадале Лубардиној супрузи Вери, као и 250 цртежа.
Након интервенције надлежних из Куће легата и градских служби у периоду од 2008. до 2011. године пописан је и конзервиран целокупан ликовни материјал, намештај и део архивске грађе (писма, белешке, скице, лична документа, фотографије, калкови и др).

## О легату
Легат „Атеље Петра Лубарде” – чини кућа, у којој је сликар живео и стварао до своје смрти као корисник а не власник простора, тако да легат практично чине сва његова уметничка дела и све личне ствари, које је он оставио граду Београду. 
Легат тренутно чине, после смрти Лубардине супруге 2008. године, следећи затечени предмети материјалне културе у Иличићевој бр. 
1, у Београду:
- 24 слике,

- 292 цртежа и графика,
- намештај,
- двокрилна врата у приземљу, на чијим су стаклима Лубардини цртежи,
- архивска и рукописна грађа,
- део библиотеке
- лични предмети уметника.[3]

Атељеа Петра Лубарде, чини неколико функционалних целина, у којима се по етажама налази:
- У приземљу и на првом спрату, галеријски простор, радионица и посебно обезбеђен депо, који је, према правилима, смештен у средишњем делу зграде. Веранди зграде претворена је и у њој је одређено место и за грамофон,[б], радио и телевизор на коме ће се све време емитовати снимљена архивска грађа.
- У подруму, мали музејски кафе, гардероба, простор за изложбе „гостујућих уметника” и сала за пројекције.
- У поткровљу, адаптирани канцеларијски простор за запослене.

## Стална поставка
У сталној поставци легата приказане су не само неке од значајнијих Лубардиних слика; „Човека и звер”, „Косовски бој”, „Велико слово”, „Ламенто за песника”, већ и графике, цртежи, употребни предмети и амбијент у коме је сликар стварао и живео.

## Радно време
Куће легата је за редовне посете отворена од уторка до недеље од 10:00 до 17:00 часова, а 31. децембар и 6. јануар од 10:00 до 15:00 часова
Понедељком и 1, 2, 7. јануар, Кућа легата је затворен за посетиоце.

## Напомена
1. ↑  Кућа Атеље Петра Лубарде је у власништво града Београда.
2. ↑  Овај грамофон је Лубарда својевремено купио у Лондону.